# Њу Калифорнија (Охајо)
Њу Калифорнија (енгл. New California) насељено је место без административног статуса у америчкој савезној држави Охајо.

## Демографија
По попису из 2010. године број становника је 1.411.
| Група             | 2000.    | 2010.         |
| Белци             | 0 (0,0%) | 1.347 (95,5%) |
| Афроамериканци    | 0 (0,0%) | 16 (1,1%)     |
| Азијати           | 0 (0,0%) | 23 (1,6%)     |
| Хиспаноамериканци | 0 (0,0%) | 10 (0,7%)     |
| Укупно            | 0        | 1.411         |